# Hitorigoto
Singles de ClariS
again
(2016)
Hitorigoto (ヒトリゴト) est une chanson pop du duo d'idoles japonaises ClariS, écrite par Kelly. C'est le premier du groupe sorti le 26 avril 2017 chez leur nouveau label SACRA MUSIC. La chanson titre a été utilisée comme générique d'introduction de la série télévisée anime de 2017 Eromanga Sensei. Un clip a été produit pour "Hitorigoto". Le single a culminé à la 9e place du classement musical hebdomadaire japonais de l'Oricon.

## Résumé
"Hitorigoto" a été publié dans une édition régulière et deux limitées, le 26 avril 2017, en CD par la SACRA MUSIC au Japon,,. L'une des versions d'édition limitée a été emballée avec des artworks de Eromanga Sensei et contenait également une version courte de "Hitorigoto" au lieu de sa version instrumentale. L'autre édition limitée a été livrée avec un DVD contenant le clip pour "Hitorigoto". Le single a culminé à la 9e place du classement musical hebdomadaire japonais de l'Oricon, et y resté classé pendant 5 semaines. C'est la première fois depuis Anemone qu'un single de ClariS se retrouve à nouveau dans le top dix du classement de l'Oricon. "Hitorigoto" avait débuté à la 75e place du Japan Hot 100 de Billboard et s'est retrouvé propulsé à la 13e place la semaine suivante.

## Liste des pistes
| 1.    | Hitorigoto (ヒトリゴト)                | Kelly                         | Yoichiro Nomura               |  | 3:54 |
| 2.    | Irodori (イロドリ)                     | KAREN                         | Atsushi Yuasa                 |  | 4:41 |
| 3.    | Butterfly Regret                       | Tomoaki Nagasawa Saori Nagano | Tomoaki Nagasawa Saori Nagano |  | 4:09 |
| 4.    | Hitorigoto (ヒトリゴト) (Instrumental) |                               | Atsushi Yuasa                 |  | 3:54 |
| 16:38 |                                        |                               |                               |  |      |

| Eromanga Sensei édition limitée | Eromanga Sensei édition limitée  | Eromanga Sensei édition limitée | Eromanga Sensei édition limitée | Eromanga Sensei édition limitée | Eromanga Sensei édition limitée | Eromanga Sensei édition limitée | Eromanga Sensei édition limitée | Eromanga Sensei édition limitée | Eromanga Sensei édition limitée |
| No                              | Titre                            | Paroles                         | Musique                         | Arrangement                     | Durée                           |                                 |                                 |                                 |                                 |
| ------------------------------- | -------------------------------- | ------------------------------- | ------------------------------- | ------------------------------- | ------------------------------- | ------------------------------- | ------------------------------- | ------------------------------- | ------------------------------- |
| 1.                              | Hitorigoto (ヒトリゴト)          | Kelly                           | Kelly                           |                                 | 3:54                            |                                 |                                 |                                 |                                 |
| 2.                              | Irodori (イロドリ)               | KAREN                           | Atsushi Yuasa                   |                                 | 4:41                            |                                 |                                 |                                 |                                 |
| 3.                              | Butterfly Regret                 | Tomoaki Nagasawa Saori Nagano   | Tomoaki Nagasawa Saori Nagano   |                                 | 4:09                            |                                 |                                 |                                 |                                 |
| 4.                              | Hitorigoto (ヒトリゴト) (TV Mix) | Kelly                           | Atsushi Yuasa                   |                                 | 1:34                            |                                 |                                 |                                 |                                 |
| 14:18                           |                                  |                                 |                                 |                                 |                                 |                                 |                                 |                                 |                                 |

| 1. | Hitorigoto (ヒトリゴト) (Clip) | 3:56 |

## Classements
| Classement (2017)          | Meilleure position |
| -------------------------- | ------------------ |
| Japan Hot 100 de Billboard | 13                 |
| Weekly Singles de l'Oricon | 9                  |